# Bianca e Falliero
Bianca e Falliero (título original en italiano; en español, Blanca y Faliero) es una ópera en dos actos con música de Gioachino Rossini y libreto en italiano de Felice Romani, basado en Les Vénitiens ou Blanche et Montcassin de Antoine-Vincent Arnault. Se estrenó en el Teatro de La Scala de Milán el 26 de diciembre de 1819.	
Bianca e Falliero, ópera número 30 del catálogo rossiniano, ocupa una posición particular, de frontera o punto intermedio en la trayectoria del compositor: es la quinta y última del compositor para La Scala de Milán, teatro en el que Rossini había trabajado, de manera intermitente pero con notables resultados, desde La pietra del paragone de 1812 a La gazza ladra de 1817, pasando por Aureliano in Palmira y Il turco in Italia. Su última aportación al repertorio del teatro milanés culmina una etapa de ocho años (1812-1819) frenéticos, vertiginosos, de auténtica galera, durante los cuales compuso hasta 27 óperas de los géneros más diversos, innovando y experimentando con las formas, y creando un paradigma operístico que gravitará sobre la creación lírica italiana y europea hasta bien avanzado el Romanticismo. Después de Bianca e Falliero, compuesta para la inauguración de la temporada milanesa del Carnaval de 1819-1820, la nueva década será testimonio de una disminución radical del esfuerzo creativo de Rossini, que hasta su retirada de los escenarios con Guillaume Tell (1829) compuso solo otras nueve óperas (y varias de ellas son en realidad óperas anteriores reformadas), a una por año, primero en Italia y, después del paréntesis viajero de 1824, finalmente en París.
Esta ópera rara vez se representa en la actualidad. Olvidada durante siglo y medio, su recuperación en el Festival Rossini en 1986, en una producción de Pier Luigi Pizzi con Marilyn Horne, Katia Ricciarelli y Chris Merritt, grabada en disco, no supuso un relanzamiento paralelo en los escenarios internacionales similar al que tuvieron otras obras rossinianas, a pesar de gozar de una edición discográfica posterior por parte de Opera Rara en el año 2000. Sin embargo, la obra fue repuesta en los años 1989 y 2005 en Pesaro, ciudad natal del compositor. El sello Dynamic realizó la primera grabación en vídeo de la historia durante las funciones del año 2005, con María Bayo y Daniela Barcellona en los roles principales.